# Musée gréco-romain d'Alexandrie
Le musée gréco-romain d’Alexandrie est le plus important musée consacré à l'archéologie gréco-romaine dans le monde. Créé à l'initiative de l'archéologue italien Giuseppe Botti, il est situé dans la ville d'Alexandrie, en Égypte et a été officiellement inauguré le 17 octobre 1892 par le khédive Abbas II Hilmi.

## Historique
Installé au départ dans un appartement de cinq pièces d'un petit bâtiment situé rue Rosette (avenue Canope et actuellement Horriya), il a été transféré en 1895, dans le bâtiment qu'il occupe encore actuellement. Le musée ne comportait à l'époque que onze salles, dans l'aile ouest du bâtiment. D'autres salles y ont été ajoutées par la suite qui lui ont donné sa forme d'aujourd'hui, à l'emplacement actuel près de la route de Gamal Abdul Nasser.
Il abrite des milliers de reliques, notamment une magnifique sculpture en granit noir d'Apis, le taureau sacré des Égyptiens, des momies, des sarcophages, des tapisseries, objets offrant un panorama aussi fidèle que varié de la civilisation gréco-romaine sous la forme qu’elle a revêtue au contact de l’Égypte.

## Direction
- Giuseppe Botti (fondateur, mort en 1903)
- Evaristo Breccia (1904-1931)
- Achille Adriani (it) (1932-1940 et 1948-1952)
- Mervat Seif el-Din (2004-2010)

## Ordonnancement
- Salle 1 :

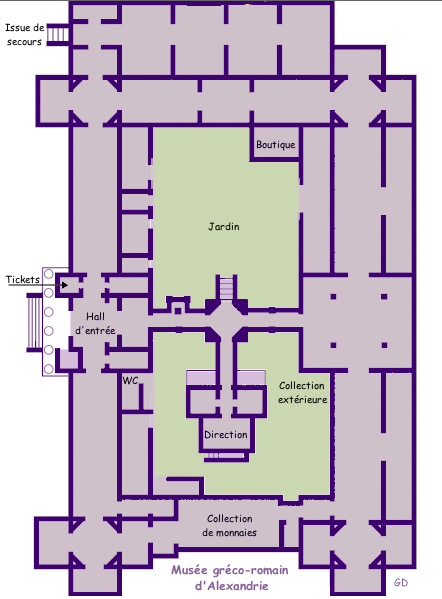
Plan du musée

  - le bon berger en albâtre. Ses grands yeux, sa robe longue est un développement du modèle copte ;
  - des objets façonnés au monastère de la rue Menas, à l'ouest d'Alexandrie.
- Salle 3 :
  - le torse argenté d'Aphrodite (IIe siècle avant notre ère) ;
  - une collection diverse de bijoux antiques avec différentes couleurs magnifiques.
- Salle 4 : consacrée aux textiles coptes des meilleurs tisserands du monde chrétien.
- Salle 5 : un modèle antique étonnant d'un système de refroidissement par l'eau.
- Salle 6 :
  - le taureau Apis, trouvé à l'ouest de la colonne dite de Pompée. Cette statue date du règne d’Hadrien. Ce taureau représente l'illustration la plus réussie du réalisme grec sur une conception égyptienne ;
  - la tête de Sérapis est sculptée avec du marbre blanc fin. On l'a trouvé également près de la colonne de Pompée. Il était un des dieux des Ptolémées, mélange d'Osiris et d'Apis ;
  - les mosaïques fines, une spécialité d'Alexandrie, y compris celle d'un bateau naviguant, faite avec des cailloux colorés.
- Salle 7 :
  - deux sphinx sans tête, réalisés sous Amenemhat IV (XIIe dynastie) ;
  - deux statues d'Isis, sans tête, en basalte noir, montrent un exemple de nœud Tyt, symbole de la déesse.
- Salle 8 : consacrée aux sarcophages. On peut voir la différence entre le cartonnage doré et peint pharaonique et ceux, fleuris, datant du ptolémaïque.
- Salle 9 : principalement consacrée au dieu-crocodile Sobek.
- Salle 11 : contient certaines des statues les plus intéressantes, en lesquelles des scènes et les techniques égyptiennes sont dépeintes avec les influences grecques. On peut y voir l'image des serpents divins "l'Agathadaimon Stelae". Des fragments de pierre d'un temple d’Athribis (Benha) sont le long du mur du nord de la salle.
- Salle 12 : contient des statues de la période gréco-romaine :
  - une tête de granit rouge de Ptolémée IV, trouvée à Aboukir, portant la double couronne d'Égypte :
  - la mosaïque de la méduse ;
  - la statue colossale de marbre blanc de Marcus Aurélius, découverte sous le théâtre Sayyed Darwish d'Alexandrie ;
  - une statue de marbre d'Isis en tant que déesse du Nil reposant contre un sphinx. Sa main gauche tient un navire et les huit enfants s'élevant au-dessus d'elle représentent les huit coudées dont le Nil doit se lever pour une inondation parfaite.
- Salle 14 : remplie de têtes de portrait d'Empereurs romains célèbres : Hadrien, Vespasien, et Auguste.
- Salle 16 : contient une partie du statuaire hellénistique le plus fin dont un torse d'Aphrodite.
- Salle 17 : contient un sarcophage montrant Ariane endormie sur l'île de Naxos. Le dieu du sommeil (Hypnos) se tient à sa tête. Son mari, Dionysos, se tient devant elle. Le reste montre Hercule, ivre.
- Salle 18 :
  - l'amphore funéraire de Chatby, datant de la fin du IVe siècle avant notre ère ;
  - une collection unique de Tanagra d'argile. Cette collection va du IIIe siècle avant, au Ier siècle de notre ère, fournissant des informations au sujet des modes, des coiffures, des chapeaux et des robes des femmes.
- Salle 21 : cette pièce contient d'abondantes poteries et quelques statues. Celle qui se tient dehors dans ce hall est une statue d’Hercule avec une palme dans sa main gauche et son manteau en peau de lion dans sa droite.
- Salle 22 : ce hall est consacré à la verrerie colorée. Tôt dans l'histoire de l'Égypte, le peuple a appris comment faire le verre. À l'extrémité du hall, il y a une belle tête en bronze de l'Empereur Hadrien.

Le jardin du musée est plein de statues et d’objets divers.
Cet ordonnancement a été remis en cause par les travaux de rénovation entrepris.